# کیانوش شکوه تازه
کیانوش شکوه تازه رئیس سابق هیئت بوکس استان آذربایجان شرقی و رئیس وقت شعبه ۱۰۴ دادگاه عمومی جزائی شهرستان تبریز بود وی قبلاً بازپرس شعبه ششم دادسرای عمومی و انقلاب تبریز و رئیس مجتمع قضایی ناحیه دو شهید بهشتی تبریزبود. همسرش به نام پروانه صادقی شبستری وکیل دادگستری است. اغلب پرونده‌های سیاسی امنیتی قاضی محسن هاشم‌زاده بعد از صدور کیفرخواست در دادسرا به شعبه ۱۰۴ ارجاع می‌شدند. قاضی شکوه تازه در سال ۸۹ تعداد ۱۲۸ راکه به علت خشک شدن دریاچه ارومیه خواستار توجه و رسیدگی مسئولین بودند بدون تفهیم اتهام به صورت فله ای و سی نفر سی نفر محاکمه کرده و پنجاه و هفت نفر را به ۲۶ سال زندان و شلاق و جریمه محکوم کرده است در سال ۱۳۸۸ محمدرضا زنوزی مطلق که برزگ‌ترین سرمایه دار آذربایجان و مالک چندین کارخانه عظیم و باشگاه فوتبال گسترش فولاد تبریز و رئیس هیئت بدمینتون استان آذربایجان شرقی است به همراه ۱۲ نفر دیگر از جمله مدیر کل تربیت بدنی استان آذربایجان شرقی مبلغ دوازده تریلیارد ریال از بانکهای ملی، ملت و رفاه کارگران تبریز اختلاس کرده بود که بعد از صدور کیفرخواست توسط قاضی محسن هاشم‌زاده در شعبه ۴ بازپرسی تشکیل پرونده قضایی شده و به شعبه ۱۰۴ دادگاه عمومی جزائی تبریز ارجاع و قاضی شکوه تازه طی محاکمه‌ای مخفیانه و بدون حضور مدعی العموم زنوزی مطلق را در تاریخ ۸/۲/۱۳۹۰ به پرداخت یک میلیارد ریال جزای نقدی محکوم کرده بود که موضوع برملا و به سرعت رسانه ای شد و عده‌ای اعتراض کردند. زنوزی مطلق دوباره دستگیر و بازداشت و این قاضی نیز چندین بار جهت اخذ توضیح به ستاد قوه قضائیه احضار شد. علت سکوت قوه قضائیه در مورد علت بازداشت ناگهانی محمدرضا زنوزی مطلق تبانی این قاضی با وی بوده‌است سرانجام محسن هاشم‌زاده به علت شکایات متعدد انتظامی در آبان ماه۹۲ از شغل خود منفصل شد ولی عدم برخورد قوه قضائیه با قاضی شکوه تازه نمونه ای از فساد قضایی و حمایت غیرقانونی قوه قضائیه از قضات متخلف است.